# Acacia sabulosa
Acacia sabulosa är en ärtväxtart som beskrevs av Bruce R. Maslin. Acacia sabulosa ingår i släktet akacior, och familjen ärtväxter. Inga underarter finns listade i Catalogue of Life.